# Туляков, Михаил Михайлович
Михаил Михайлович Туляков (23 ноября 1957) — советский и российский футболист, вратарь.
Бо́льшую часть карьеры провёл в составе команды «Прогресс» Черняховск. В 1982—1989 годах играл в первенстве КФК, в 1990 году сыграл 28 матчей в розыгрыше Балтийской лиги, в 1991 году во второй низшей лиге провёл 20 матчей, из них один в качестве полевого игрока. В 1992—1993 году во второй лиге России сыграл 37 матчей, в том числе семь — в поле. В сезоне 1993/94 провёл пять матчей в чемпионате Литвы в составе клуба «Таурас-Каршува» Таураге. В 1994 году сыграл 13 матчей за дубль калининградской «Балтики» в третьей лиге. В дальнейшем играл на любительском уровне за «Юность» Калининград (1994), «Прогресс».